# Триполи (Либан)
Триполи (транслит.) је град Либану у гувернорату Северни Либан. После Бејрута је други град по броју становника у Либану. У античко време био је центар феничке конфедерације, која је у свом саставу имала Сидон, Тир и Арадос. Одатле је дошло име Триполи, које значи три града. Касније је био под Асиријом, Персијом, Римљанима, халифатом, Селџуцима, крсташима, Мамелуцима и Османским царством. Данас је друга лука у Либану. Према процени из 2008. у граду је живело 188.958 становника. Процентуално, 80% становништва су сунити.

## Име и етимологија
Имао је током историје различита имена. У писмима из Амарне спомиње се као Дербли, а на другим местима као Алија и Валија. У време Ашурнасирпала II зове се Махалата или Малата и Кајза. Под Феничанима био је Атар, а Грци су га назвали Триполи, што је значило три града.

## Историја
Најранија насеља су из 1400. п. н. е. У 9. веку п. н. е. Феничани су успоставили од Триполија направили важно трговачко место. Под персијском управом постао је финансијски центар и главна лука северне Феникије за поморску трговину и копнену караванску трговину. Град је постао конфедерација феничанских градова држава Сидона, Тира и острва Арадос. У време хеленистичке управе био је бродоградилиште. Римљани су дошли 64. п. н. е. Велики земљотрес и таласи су 551. уништили византијски град Триполи и друге обалне градове.
За време Умејада Триполи је постао комерцијални центар са бродоградилиштем. Под Фатимидима је био полунезависан и развио се у центар окупљања учењака. Крсташи су опседали град и заузели га 1109. При томе је запаљена чувена триполијска библиотека са хиљадама књига. Крсташима је био центар грофовије Триполи. Триполи је тада био центар бискупије, значајна лука и велики центар за обраду свиле. Мамелуци су га заузели 1289. и разорили су град и стару луку. Изграђен је нови град у унутрашњости близу старог замка. За време османске власти од 1516. до 1918. град је одржао свој значај. Триполи и Либан су били под француским мандатом од 1920. до 1943, када је Либан постао независан.

## Партнерски градови
- Ларнака